# Kobber(II)acetat
Kobber(II)acetat (Cu(CH3COO)2 eller Cu(OAc)2) er et salt bestående af ionerne Cu2+ og acetat, (CH3CO2−). Hydratet af kobber(II)acetat, der indeholder ét vandmolekyle pr. kobberatom, er kommercielt tilgængeligt. Vandfrit Cu(OAc)2 er et mørkegrønt krystallinsk fast stof, hvorimod hydratet, Cu2(OAc)4(H2O)2, er mere blålig-grønt. Forskellige former for kobberacetater er siden gammel tid blevet anvendt som fungicider og grønne pigmenter. I dag anvendes kobberacetater som kemikalier i syntesen af diverse uorganiske og organiske forbindelser. Ved flammeprøve udsender kobberacetat en blågrøn flamme i lighed med andre kobberforbindelser.